# 海邊 (2015年電影)
是一部2015年美國懸疑愛情片，編劇和導演是安吉丽娜·朱莉。影片的主演是安吉丽娜·朱莉和畢·彼特。該片由環球影業定檔2015年11月13日在美國上映。

## 演員
| 演員              | 角色     |
| 畢·彼特           | Roland   |
| 安吉丽娜·朱莉     | Vanessa  |
| 梅蘭妮·蘿倫       | Lea      |
| Niels Arestrup    | Michel   |
| Melvil Poupaud    | François |
| Richard Bohringer | Patrice  |

## 市場營銷和推廣
2014年9月15日，劇照被釋出。
2015年8月6日，一個電影預告片被釋出。

## 外部連結
- 互联网电影数据库（IMDb）上《By the Sea》的资料（英文）
- Box Office Mojo上《By the Sea》的資料（英文）
- 爛番茄上《By the Sea》的資料（英文）
- Metacritic上《By the Sea》的資料（英文）
- AllMovie上《By the Sea》的资料（英文）